# Прионски протеин
Прионски протеин је протеин првенствено значајан по томе што мутација његових гена доводи до појаве прионске болести. Иако прионска болест може бити спорадична, у већини случајева је повезана са генима који кодирају прионски протеин (PrPc). 
Када дође до конформацијских промјена PrPc облика протеина најчешће се стварају двије абнормалне форме протеина: PrPsc (за болест скрапи) и PrPres (за резистенцију на протеазу). У ненормалној структури прионски протеин је отпоран на дигестију протеазама, а може и постићи сличну мутацију осталих прионских молекула.
Накупљање PrPsc у нервном ткиву оштећује неуроне и у коначници доводи до њихове смрти механизмом који још није разјашњен.
|  | Молимо Вас, обратите пажњу на важно упозорење у вези са темама из области медицине (здравља). |